# 1947 en architecture
| Années de l'architecture : 1944 - 1945 - 1946 - 1947 - 1948 - 1949 - 1950    |
| Décennies de l'architecture : 1910 - 1920 - 1930 - 1940 - 1950 - 1960 - 1970 |

Cet article présente les faits marquants de l'année 1947 en architecture.

## Réalisations
- À Séville, fin de la construction du Mercado del Arenal, marché et ensemble de logements.

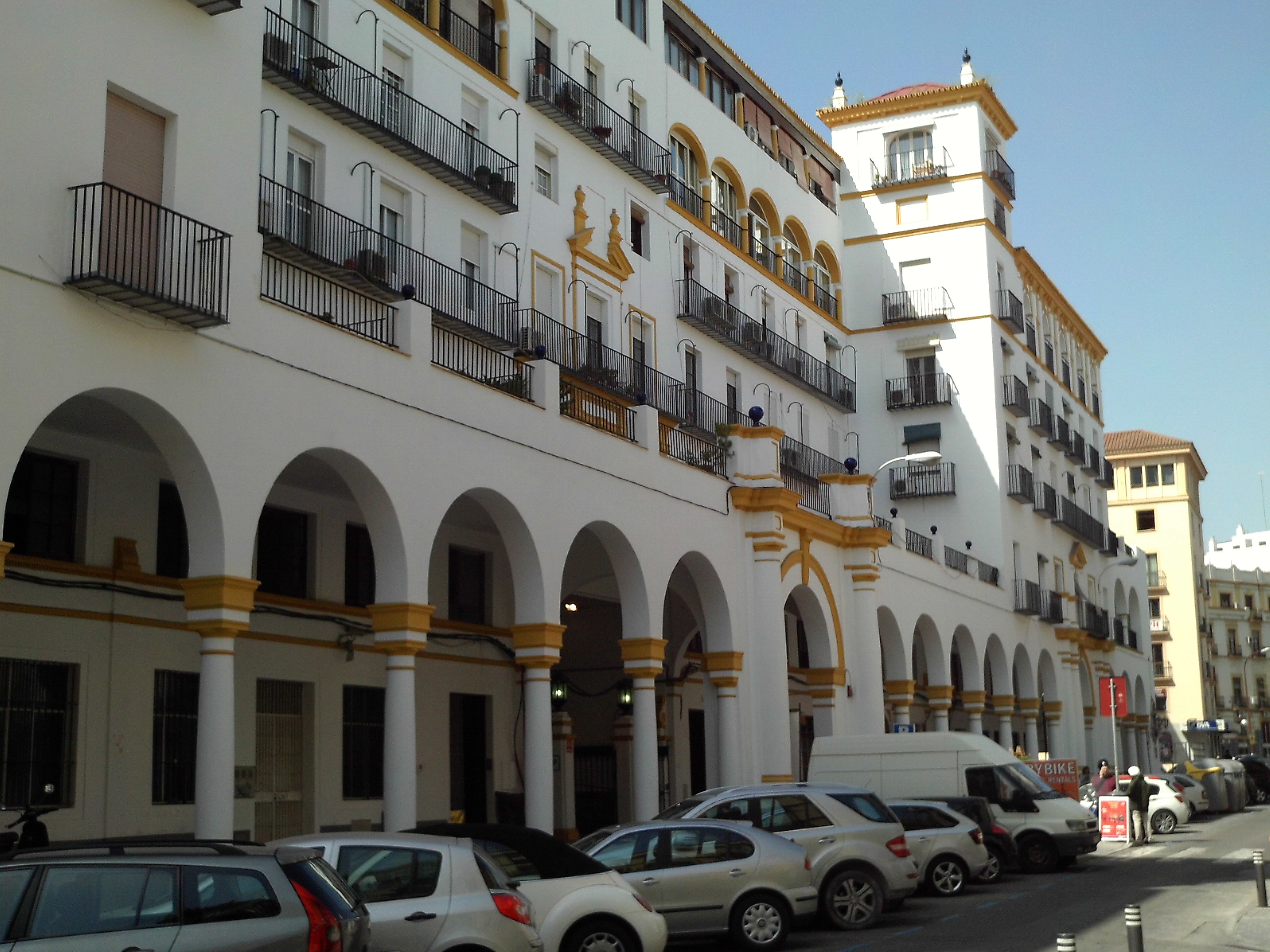
Extérieur du Mercado del Arenal en 2017.

- L'architecte suisse Le Corbusier commence la construction de la Cité radieuse de Marseille (1947-1952), vaste bâtiment qui comprend 350 logements répartis sur huit doubles niveaux, pour lequel il utilise son nouveau système de calcul des proportions.

## Événements
- Le Corbusier propose un projet pour le Palais des Nations unies à New York.

## Récompenses
- x

## Naissances
- 21 décembre : Jacques Lucan (Architecte, historien et critique d'architecture).

## Décès
- 9 septembre : Victor Horta (° 6 janvier 1861).